# کلیسای مارینه مقدس، موش
کلیسای مارینه مقدس (ارمنی: Սուրբ Մարինէ եկեղեցի; انگلیسی: Saint Marineh Church) یک کلیسا حواری ارمنی واقع در شهر موش، در استان موش ترکیه کنونی می‌باشد. ساخت و ساز این ساختمان سده ۶ام میلادی به پایان رسید. این بنا به سبک معماری ارمنی طراحی شده‌است.